# مارغريت دي ساسيناج
مارغريت دو ساسيناج (بالفرنسية: Marguerite de Sassenage) (1424-1470)؛ كانت نبيلة فرنسية، وكانت العشيقة الرسمية للملك لويس الحادي عشر قبل أن يصبح ملكاً. أنجبت من لويس الحادي عشر 3 أبناء، وقد اعترفَ بهم جميعاً.